# Павленко, Вячеслав Иванович
Вячеслав Иванович Павленко (род. 11 августа 1949, Короча, Курская область) — ученый в области радиационного материаловедения, разработки новых видов радиационно-защитных композиционных материалов для ядерно-энергетических объектов и полимерных защитных диэлектрических материалов авиационно-космического назначения. Доктор технических наук, профессор, директор химико-технологического института, заведующий кафедрой теоретической и прикладной химии Белгородского государственного технологического университета им. В. Г. Шухова, академик Российской Академии Естествознания, Заслуженный изобретатель Российской Федерации

## Биография
Родился 11 августа 1949 г. в г. Короча Белгородской области. В 1972 г. окончил Белгородский государственный технологический институт строительных материалов (сегодня — БГТУ им. В. Г. Шухова) по специальности «Химическая технология вяжущих материалов».
В 1972—1974 гг. работал на Белгородском комбинате асбестоцементных изделий начальником цеха.
В 1975—1978 гг. обучался в аспирантуре Ленинградского технологического института им. Ленсовета (сегодня — Санкт-Петербургский государственный технологический институт (технический университет)).
С 1974 года работает в БГТУ им. В. Г. Шухова. Прошел путь от ассистента кафедры физической химии до заведующего кафедрой, директора химико-технологического института.
Ещё в юные годы кандидат наук В. И. Павленко разработал технологию производства отечественного гидрофобного мела, который широко используется в полимерной, резиновой и кабельной промышленности. За эту разработку и внедрение её в производство Вячеслав Иванович получил серию авторских свидетельств на изобретения. Позднее использование данной разработки позволило проложить первый электрокабель по дну Чёрного моря.
В 1982 г. был награждён знаком «Изобретатель СССР», а в 1996 г. стал одним из первых в стране Заслуженным изобретателем Российской Федерации.
В 1985 г. Вячеслав Иванович получил командировку в Мурманск на радиотехническое предприятие РТП «Атомфлот». Ученый занялся созданием новых видов радиационно-защитных материалов для биологической и физической защиты рабочего персонала от гамма-излучения.
В настоящее время В. И. Павленко — руководитель Российской научной школы в области разработки радиационно-защитных материалов и композитов для радиохимической и атомной промышленности. Научно-практические исследования, выполненные под его руководством, внедрены в государственной корпорации по атомной энергии «Росатом» РФ (на АЭС с реакторами РБМК) и ВПК страны.
В. И. Павленко возглавляет научно-образовательный центр РФ «Современные материалы и технологии атомной энергетики и космической техники». Является экспертом по радиационной безопасности Госатомнадзора РФ, техническим экспертом Минобрнауки РФ, членом Совета учебно-методической комиссии (УМК) вузов Северо-Западного округа РФ по направлению «Техносферная безопасность».

## Награды, премии, звания
- Заслуженный изобретатель РФ
- почетная грамота Совета Федерации Федерального собрания РФ «За вклад в укрепление обороноспособности страны»;
- нагрудный знак Государственной корпорации по атомной энергии «За вклад в развитие атомной отрасли» II степени[4];
- нагрудный знак ВМФ РФ «50 лет атомному подводному флоту Отечества»;
- медаль «За службу Отечеству на морях»;
- Золотая медаль международного жури 16 Московского салона изобретений и инновационных технологий;
- знак «Почетный работник высшего профессионального образования РФ» Минобрнауки РФ;
- дипломом Министерства РФ по делам гражданской обороны, чрезвычайным ситуациям и ликвидации последствий стихийных бедствий;
- нагрудный знак Государственной корпорации по атомной энергии «За вклад в развитие атомной отрасли» I степени[5];
- медаль им. Ю. А. Гагарина Государственной корпорации «Роскосмос».

В 2006 г. В. И. Павленко стал лауреатом Всероссийского конкурса «Инженер года».

## Профессиональная и научная деятельность
В 1979 г. В. И. Павленко в Ленинградском технологическом институте им. Ленсовета защитил кандидатскую диссертацию по теме «Гидрофобизация высокодисперсного карбоната кальция кремнийорганическими полимерами».
Докторская диссертация «Радиационно-стойкие композиционные материалы для защиты от рентгеновского и гамма-излучения» была защищена в 1997 г. в Московском институте электроники и математики.
Научные интересы: фундаментальные исследования в области химии и физики твердого тела; радиационное материаловедение; создание полимерных и неорганических радиационно-защитных материалов нового поколения; утилизация и консервация твердых низкорадиоактивных отходов АЭС; создание новых типов тяжелых защитных бетонов для хранилищ НАО и САО АЭС, защитных полимерных материалов авиационного и космического назначения.
Под руководством ученого защищены 23 кандидатские и 2 докторские диссертации.
Основное направление научно-методической деятельности: разработка методики преподавания общей, неорганической и физической химии для студентов химических специальностей.
В настоящее время проф. В. И. Павленко преподает учебные дисциплины: материаловедение, общая химия, радиационно-защитное материаловедение, технология материалов атомной энергетики, физическая и коллоидная химия, физическая химия.
Издано 7 монографий, 4 учебника, 39 учебных пособий для вузов. В. И. Павленко — автор и соавтор 370 научных публикаций; результаты исследований, проведенные в соавторстве со своими коллегами и учениками, защищены более 50 авторскими свидетельствами и патентами.
Помимо России, научные работы публиковались в Германии, Англии, Польше, ЮАР, Швейцарии и демонстрировались на выставках в Германии, Франции, Китае.

#### Основные учебные издания
- Павленко, В. И. Химическая термодинамика : учеб. пособие для студентов вузов / В. И. Павленко. — Москва : Высшая школа, 1998. — 319 с.
- Павленко, В. И. Цементно-магнетитовые композиты для консервации радиоактивных отходов АЭС: монография /В. И. Павленко [и др.]. — Белгород : Изд-во БелГТАСМ , 2002. — 154 с.
- Павленко, В. И. Радиация и окружающая среда : учеб. пособие / В. И. Павленко. — Белгород : Изд-во БГТУ им. В. Г. Шухова, 2009. — 131 с.
- Павленко, В. И. Полимерные радиационно-защитные композиты : монография / В. И. Павленко, Р. Н. Ястребинский. — Белгород : Изд-во БГТУ им. В. Г. Шухова, 2009. — 220 с.
- Повышение качества асбестоцементных изделий на основе модифицированного хризотила : монография / Л. Н. Наумова, А. И. Везенцев, В. И. Павленко, С. М. Нейман. — Белгород : Изд-во БГТУ им. В. Г. Шухова, 2010. — 136 с.
- Справочник по общей и неорганической химии / сост.: В. И. Павленко, А. Н. Володченко, В. Г. Клименко . — Белгород : Изд-во БГТУ им. В. Г. Шухова, 2010. — 86 с.
- Павленко, В. И. Радиационная экология : учеб. пособие / В. И. Павленко, Н. И. Черкашина, П. В. Матюхин. — Белгород : Изд-во БГТУ им. В. Г. Шухова, 2014. — 116 с.
- Павленко, В. И. Радиационно-защитное материаловедение : учеб. пособие / В. И. Павленко, Н. И. Черкашина. — Белгород : Изд-во БГТУ им. В. Г. Шухова, 2014. — 205 с.
- Павленко, В. И. Источники ионизирующих излучений : учеб. пособие / В. И. Павленко, О. Д. Едаменко, Н. И. Черкашин. — Белгород : Изд-во БГТУ им. В. Г. Шухова, 2015. — 241 с.
- Физическая и коллоидная химия: в 2 ч. : учебное пособие / В. Д. Мухачева, В. И. Павленко, О. А. Слюсарь. — Белгород: Изд-во БГТУ им. В. Г. Шухова, 2017. — Ч. 1. — 251 с.
- Ястребинский, Р. Н. Радиационно-стойкий конструкционный материал : монография / Р. Н. Ястребинский, В. И. Павленко. — Белгород: Изд-во БГТУ им. В. Г. Шухова, 2017. — 92 с.[9]

#### Членство в союзах и обществах
- академик Российской академии естествознания,
- председатель Белгородского регионального отделения РАЕ,
- член Европейской ассоциации экологических кафедр ЮНЕСКО,
- член рабочей группы по атомной энергетике, экологии, ядерной безопасности СЗФО концерна «Росэнергоатом» РФ,
- член 3-х докторских диссертационных Советов ВАК.